# Rui Filipe Serra
Rui Filipe Paraíba Serra (freguesia de Salvador, concelho de Serpa, Portugal, 19 de novembro de 1972) é um escritor e poeta português.

## Biografia
Serra nasceu em novembro de 1972 cresceu e sempre viveu no Alentejo. 
Desde cedo começou a escrever e em fevereiro de 2011 editou o seu primeiro livro de poesia, “Escritos de um outro dia”. Participou ainda em diversos concursos, sempre subordinados à temática “poesia”. por duas vezes escreveu para a e-zine “Nanozine” e participou nas antologias: World Art Friends da Corpos Editora em 2011 e na antologia da Chiado Editora “Entre o sono e o sonho” em 2012, 2013 e 2014.
A convite, participou num projeto do GAFA, grupo de amigos fotógrafos amadores, onde consta um poema seu no livro Alicerces, cujas receitas reverteram para a casa “Acreditar” no Porto. Em 2012, “memórias de uma pena”, o segundo livro de poesia do autor, vê a luz do dia através da chancela da Corpos Editora. Um ano depois Serra edita “Fragmentos do meu pensar”, um livro, também este de poesia. Atualmente vive em Brinches, dividindo-se entre o trabalho, a família e a escrita.

## Obras Publicadas
- Escritos de um outro dia (Edium Editora, 2011)[1]
- Memórias de uma pena (Corpos Editora, 2011)
- Spyglass a salvação de Rough Towers (Edição Pessoal, 2012)
- FRAGMENTOS do meu pensar (Sinapis Editora, 2013)
- NOTAS DE UM GRAFÓMANO com tendências suicidas (Sinapis Editora, 2016)

## Participação em Antologias
- Antologia waf 2011 (Corpos Editora, 2011)
- Antologia entre o sono e o sonho vol III 2012 (Chiado Editora, 2012)
- Antologia entre o sono e o sonho vol IV 2013 (Chiado Editora, 2013)
- Antologia entre o sono e o sonho vol V 2014 (Chiado Editora, 2014)
- Antologia entre o sono e o sonho vol VI 2015 (Chiado Editora, 2015)
- Antologia entre o sono e o sonho vol VII 2016 (Chiado Editora, 2016)

## Participação em Revistas
- Nanozine n.º 4 (nanozine, 2011)
- Nanozine n.º 6 (nanozine, 2012)

## Outras Participação
- Alicerces (alicerces, 2012)